# UFC Fight Night: Rothwell vs. dos Santos
UFC Fight Night: Rothwell vs. dos Santos è stato un evento di arti marziali miste tenuto dalla Ultimate Fighting Championship svolto il 10 aprile 2016 al Arena Zagreb di Zagabria, Croazia.

## Retroscena
Questo è stato il primo evento organizzato dalla UFC in Croazia.
Nel main event della card si affrontarono, nella categoria dei pesi massimi, Ben Rothwell e l'ex campione dei pesi massimi UFC Junior dos Santos
Bartosz Fabinski doveva affrontare Nicolas Dalby, ma il 2 marzo, Fabinski venne rimosso dalla card e rimpiazzato da Zak Cummings.
Ruslan Magomedov avrebbe dovuto affrontare Gabriel Gonzaga. Tuttavia, il 9 marzo, Magomedov subì un infortunio al ginocchio e al suo posto venne inserito Derrick Lewis.
Il nuovo arrivato Bojan Mihajlovic doveva vedersela con Francis Ngannou. Mihajlovic venne però rimosso dalla card il 14 marzo e rimpiazzato da Curtis Blaydes.

## Risultati
|                                   | Divisione                      |                                |                                |                                | Metodo                                      | Round                          | Tempo                          | Premio                         |
| Card Principale (Fox Sports 1)    | Card Principale (Fox Sports 1) | Card Principale (Fox Sports 1) | Card Principale (Fox Sports 1) | Card Principale (Fox Sports 1) | Card Principale (Fox Sports 1)              | Card Principale (Fox Sports 1) | Card Principale (Fox Sports 1) | Card Principale (Fox Sports 1) |
| --------------------------------- | ------------------------------ | ------------------------------ | ------------------------------ | ------------------------------ | ------------------------------------------- | ------------------------------ | ------------------------------ | ------------------------------ |
|                                   | Pesi Massimi                   | Junior dos Santos              | batte                          | Ben Rothwell                   | Decisione unanime (50-45, 50-45, 50-45)     | 5                              | 5:00                           |                                |
|                                   | Pesi Massimi                   | Derrick Lewis                  | batte                          | Gabriel Gonzaga                | KO (pugni)                                  | 1                              | 4:48                           | POTN                           |
|                                   | Pesi Massimi                   | Francis Ngannou                | batte                          | Curtis Blaydes                 | KO Tecnico (stop medico)                    | 2                              | 5:00                           |                                |
|                                   | Pesi Massimi                   | Timothy Johnson                | batte                          | Marcin Tybura                  | Decisione unanime (29-28, 29-28, 29-28)     | 3                              | 5:00                           |                                |
|                                   | Pesi Mediomassimi              | Jan Blachowicz                 | batte                          | Igor Pokrajac                  | Decisione unanime (29-28, 29-28, 29-28)     | 3                              | 5:00                           |                                |
|                                   | Pesi Paglia (F)                | Maryna Moroz                   | batte                          | Cristina Stanciu               | Decisione unanime (30-27, 30-27, 30-27)     | 3                              | 5:00                           |                                |
| Card Preliminare (Fox Sports 1)   |                                |                                |                                |                                |                                             |                                |                                |                                |
|                                   | Pesi Welter                    | Zak Cummings                   | batte                          | Nicolas Dalby                  | Decisione unanime (30-27, 30-27, 30-27)     | 3                              | 5:00                           |                                |
|                                   | Pesi Gallo                     | Alejandro Perez                | batte                          | Ian Entwistle                  | Sottomissione (pugni)                       | 1                              | 4:04                           | POTN                           |
|                                   | Pesi Leggeri                   | Mairbek Taisumov               | batte                          | Damir Hadzovic                 | KO Tecnico (pugni)                          | 1                              | 3:44                           | POTN                           |
|                                   | Pesi Gallo                     | Damian Stasiak                 | batte                          | Filip Pejic                    | Sottomissione (rear-naked choke)            | 1                              | 2:16                           |                                |
| Card Preliminare (UFC Fight Pass) |                                |                                |                                |                                |                                             |                                |                                |                                |
|                                   | Pesi Piuma                     | Lucas Martins                  | batte                          | Rob Whiteford                  | Decisione non unanime (29-28, 28-29, 30-27) | 3                              | 5:00                           |                                |
|                                   | Pesi Massimi                   | Jared Cannonier                | batte                          | Cyril Asker                    | KO (pugni e gomitate)                       | 1                              | 2:44                           | POTN                           |
|                                   | Pesi Welter                    | Bojan Velickovic               | batte                          | Alessio Di Chirico             | Decisione unanime (29-28, 29-28, 30-27)     | 3                              | 5:00                           |                                |

## Premi
I lottatori premiati ricevettero un bonus di 50.000 dollari.
Legenda:
- FOTN: Fight of the Night (vengono premiati entrambi gli atleti per il miglior incontro dell'evento)
- POTN: Performance of the Night (viene premiato il vincitore per la migliore performance dell'evento)

## Incontri Annullati
|  | Divisione    |                  |        |                  | Motivo                              |
|  | ------------ | ---------------- | ------ | ---------------- | ----------------------------------- |
|  | Pesi Welter  | Nicolas Dalby    | contro | Bartosz Fabinski | Fabinski venne rimosso dalla card   |
|  | Pesi Massimi | Ruslan Magomedov | contro | Gabriel Gonzaga  | Magomedov subì un infortunio        |
|  | Pesi Massimi | Francis Ngannou  | contro | Bojan Mihajlovic | Mihajlovic venne rimosso dalla card |